# Maria Martinelli
Maria Martinelli (* 1958 in Reggio nell’Emilia) ist eine italienische Regisseurin.
Martinelli begann 1977 beim Theater und wechselte 1983 zum Film, bei dem sie kurze Dokumentationen zu Themen wie Kindheit, Krieg, Immigration und Jugendkriminalität drehte. Von 1994 bis 1999 wirkte sie als Leiterin der La Palazzina, des Informations- und Kommunikationszentrums von Imola. 2000 drehte sie den langen Dokumentarfilm Gladiatori über das Hardcore-Geschäft. Mit einem Vertreter dieser Filmgattung, Rocco Siffredi, inszenierte sie im Folgejahr den Thriller Amorestremo. Die 2004 entstandene Dokumentation L'amore che fugge wurde beim Filmfestival Bellaria ausgezeichnet. Zwei weitere Filme beleuchteten den Waffendienst von Frauen sowie die Elternschaft homosexueller Paare.

## Filmografie
- 2000: Gladiatori (Dokumentarfilm)
- 2001: Dangerous Sex Date – Tod in Fesseln (Amorestremo)